# Salto (miasto w Urugwaju)
Salto – miasto w zachodnim Urugwaju, na lewym brzegu rzeki Urugwaj przy granicy z Argentyną (na drugim brzegu znajduje się miasto Concordia). Położone jest na wysokości 51 m n.p.m. Współrzędne geograficzne: 31°24′S 57°58′W/-31,400000 -57,966667. Ludność: 108 tys. (2012). Drugie pod względem liczby ludności miasto kraju. Ośrodek administracyjny departamentu Salto. 
Miasto powstało w 1756 jako posterunek wojskowy. Status miasta otrzymało 17 czerwca 1837 wraz z powołaniem departamentu Salto.
Salto jest ważnym portem rzecznym na rzece Urugwaj. W latach 1974–1979 na rzece zbudowano zaporę Salto Grande, która produkuje energię elektryczną dla Urugwaju i Argentyny. W mieście rozwinął się również przemysł mięsny, młynarski, wełniarski, farmaceutyczny, stoczniowy oraz skórzany. Salto jest ważnym ośrodkiem handlowym produktów rolnych (bydło, owce, trzcina cukrowa, buraki cukrowe, pomarańcze, mandarynki). W Salto rozwija się również turystyka. W pobliżu znajduje się znane uzdrowisko Daymán.
Salto jest drugim po Montevideo ośrodkiem naukowym kraju. Znajdują się tutaj uniwersytety: Universidad de la República Regional Norte, Universidad Católica oraz Universidad ORT.

## Miasta partnerskie
- Goya